# شنیک، آراگاتسوتن
شنیک یک عوارض جغرافیایی در ارمنستان است که در استان آراگاتسوتن واقع شده‌است.  در  کیلومتری شمال آشتاراک، مرکز استان آراگاتسوتن واقع شده است.

## نگارخانه

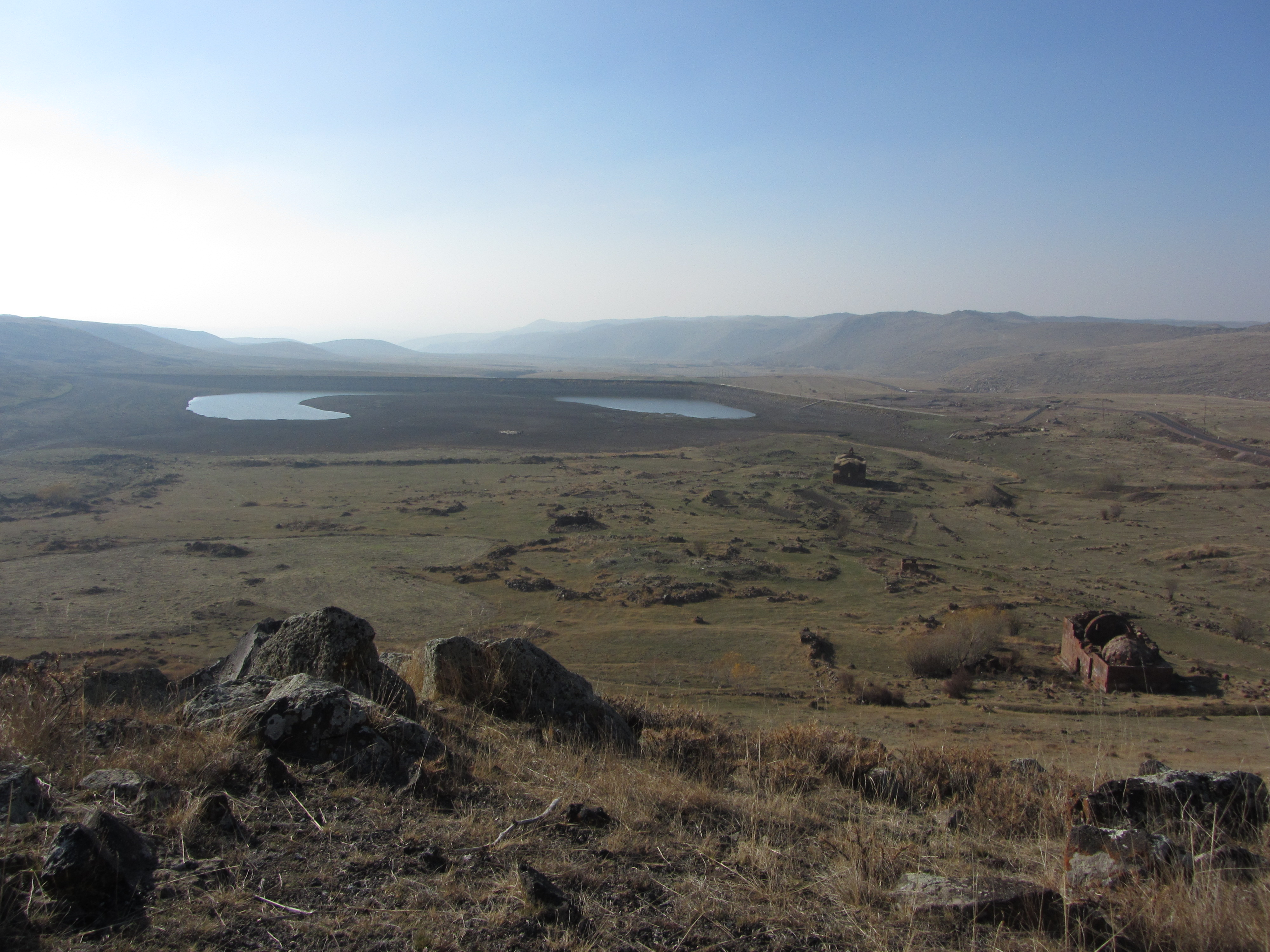
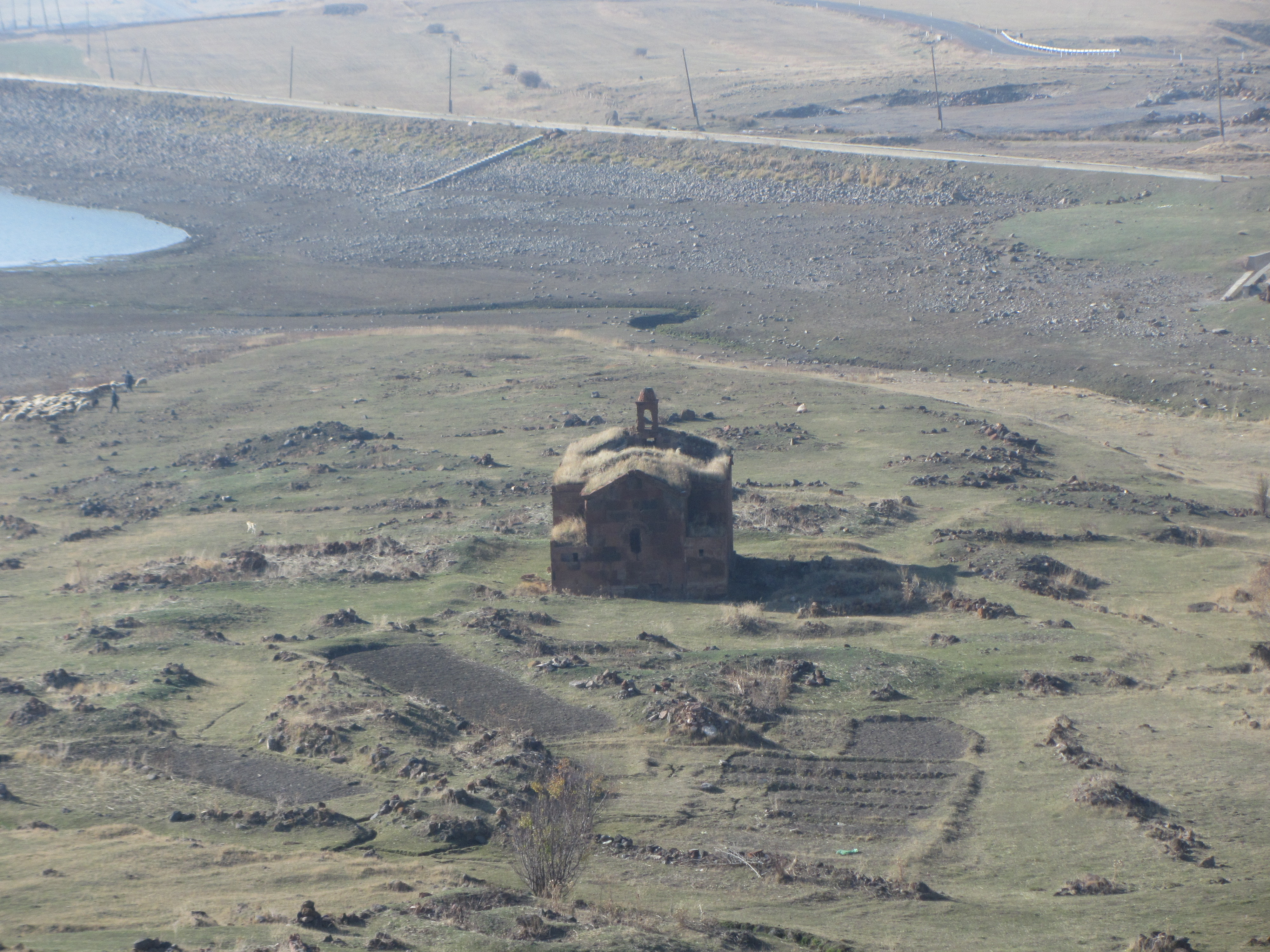
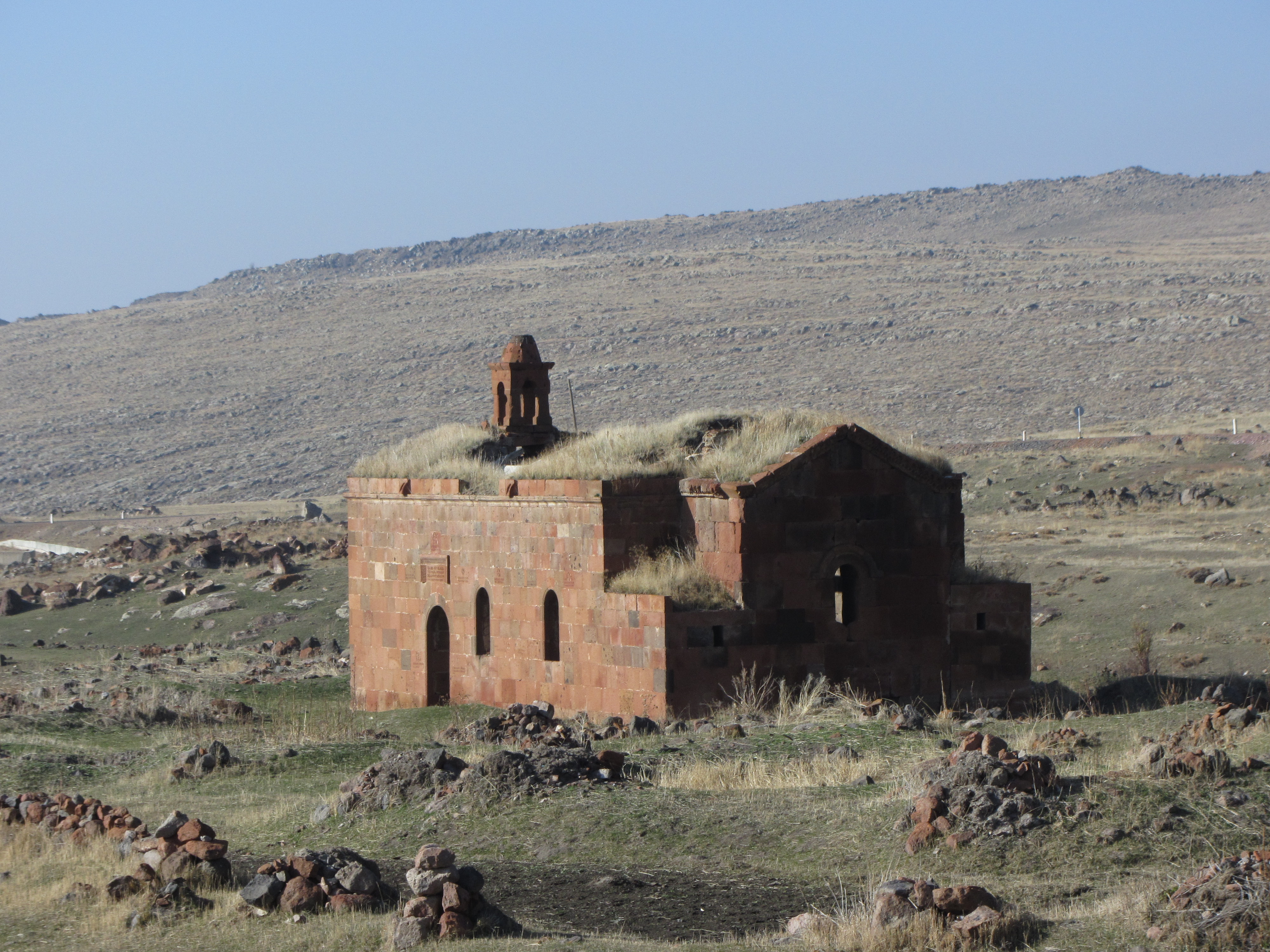
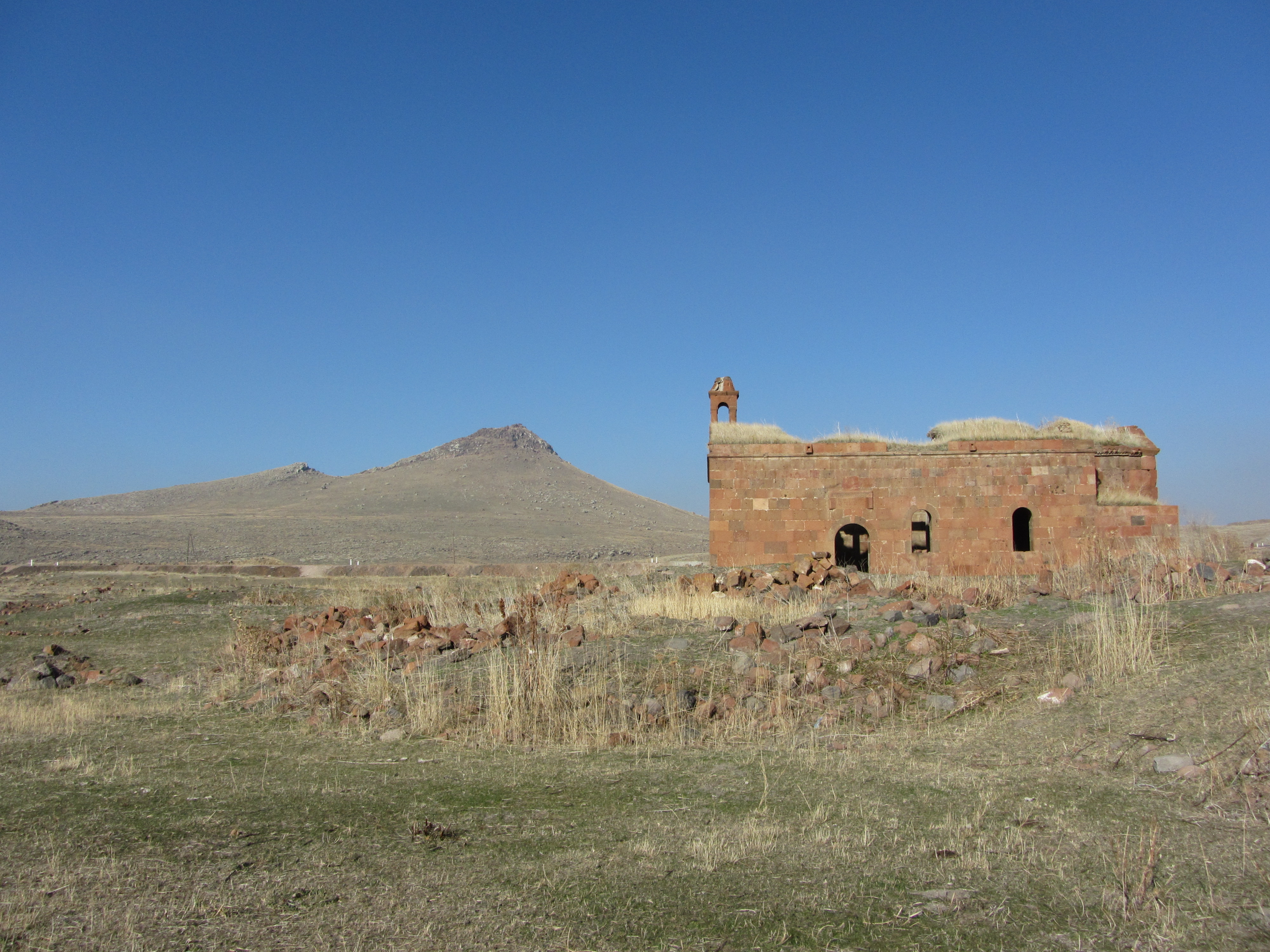
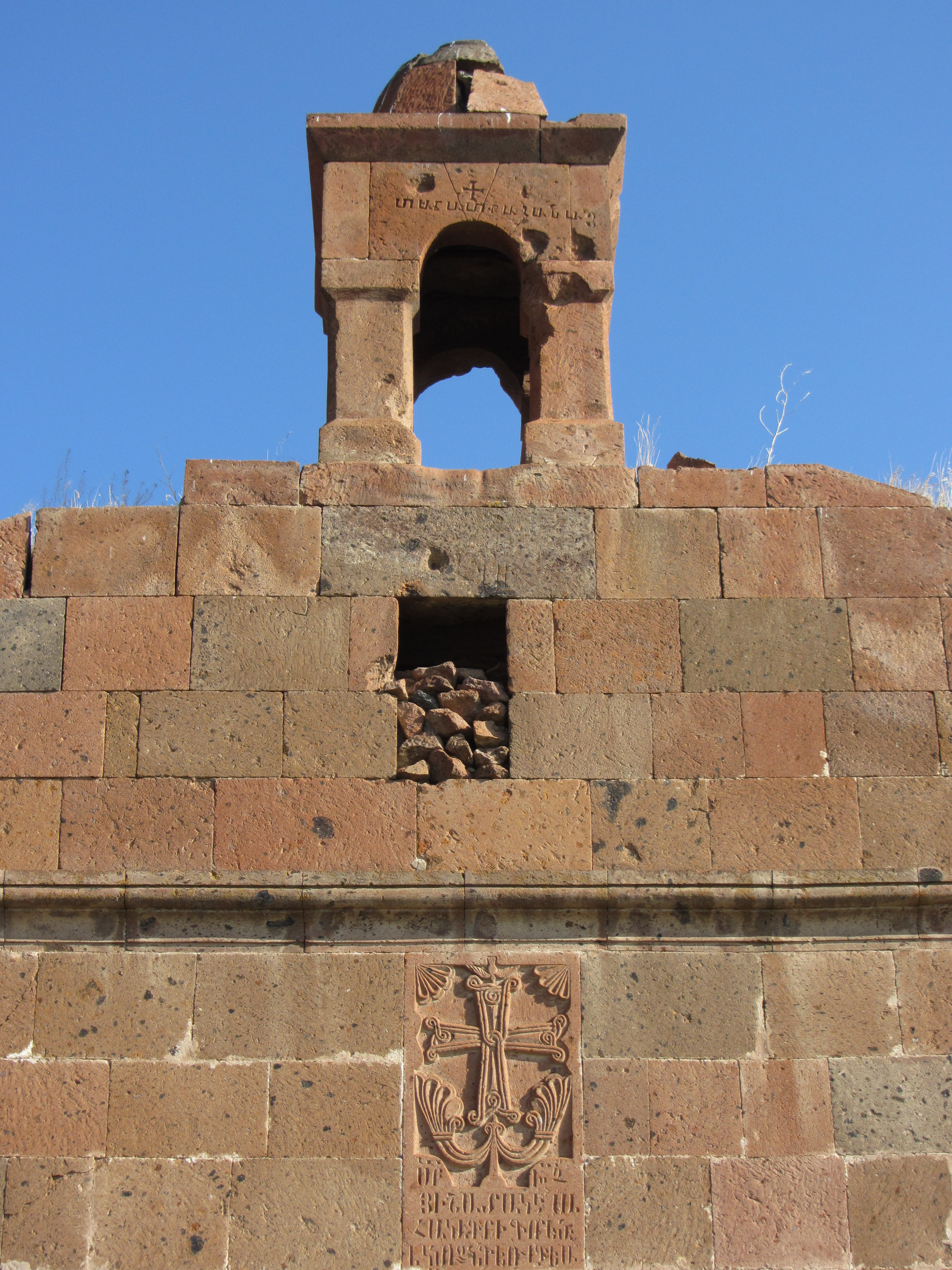
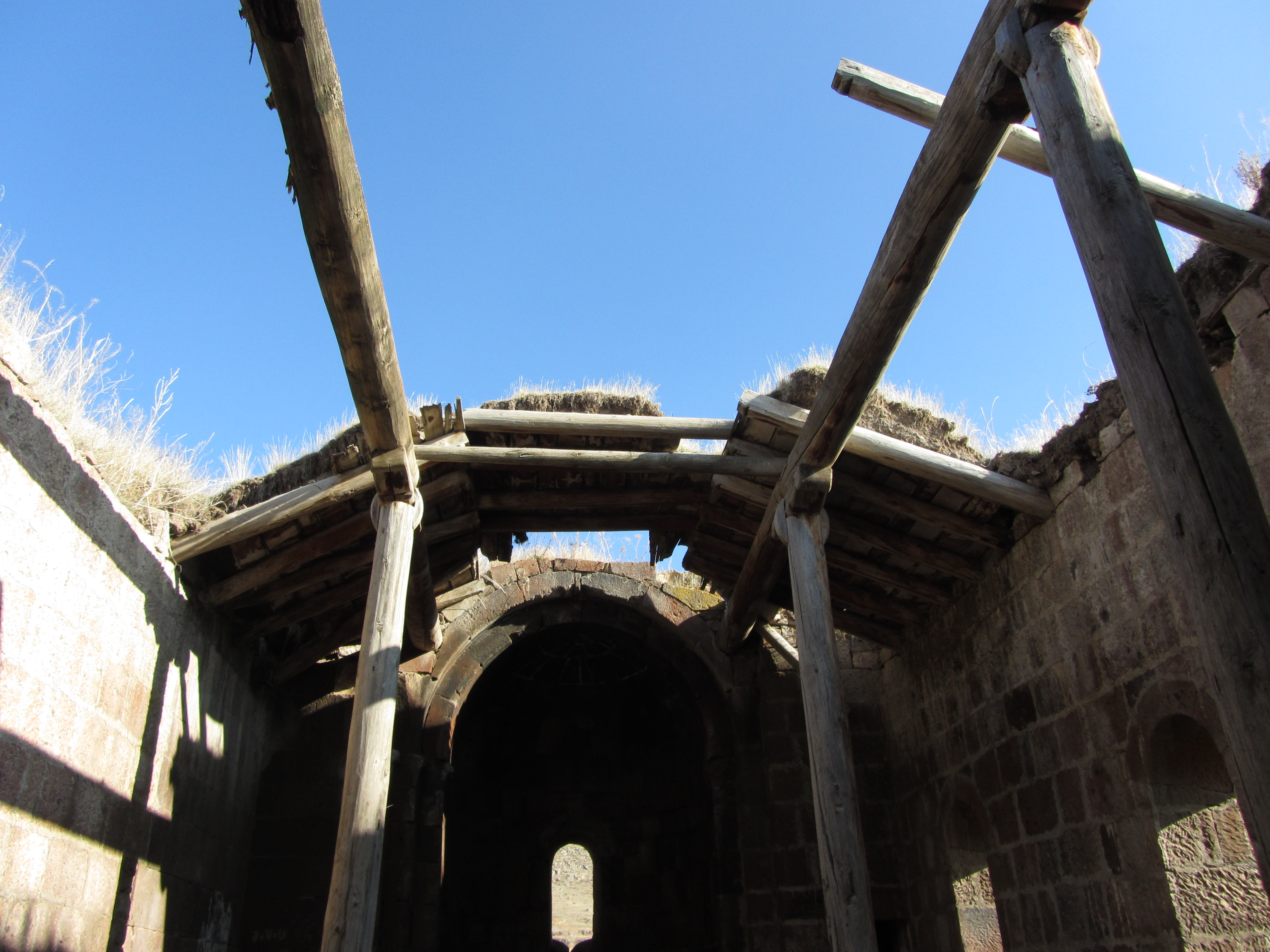
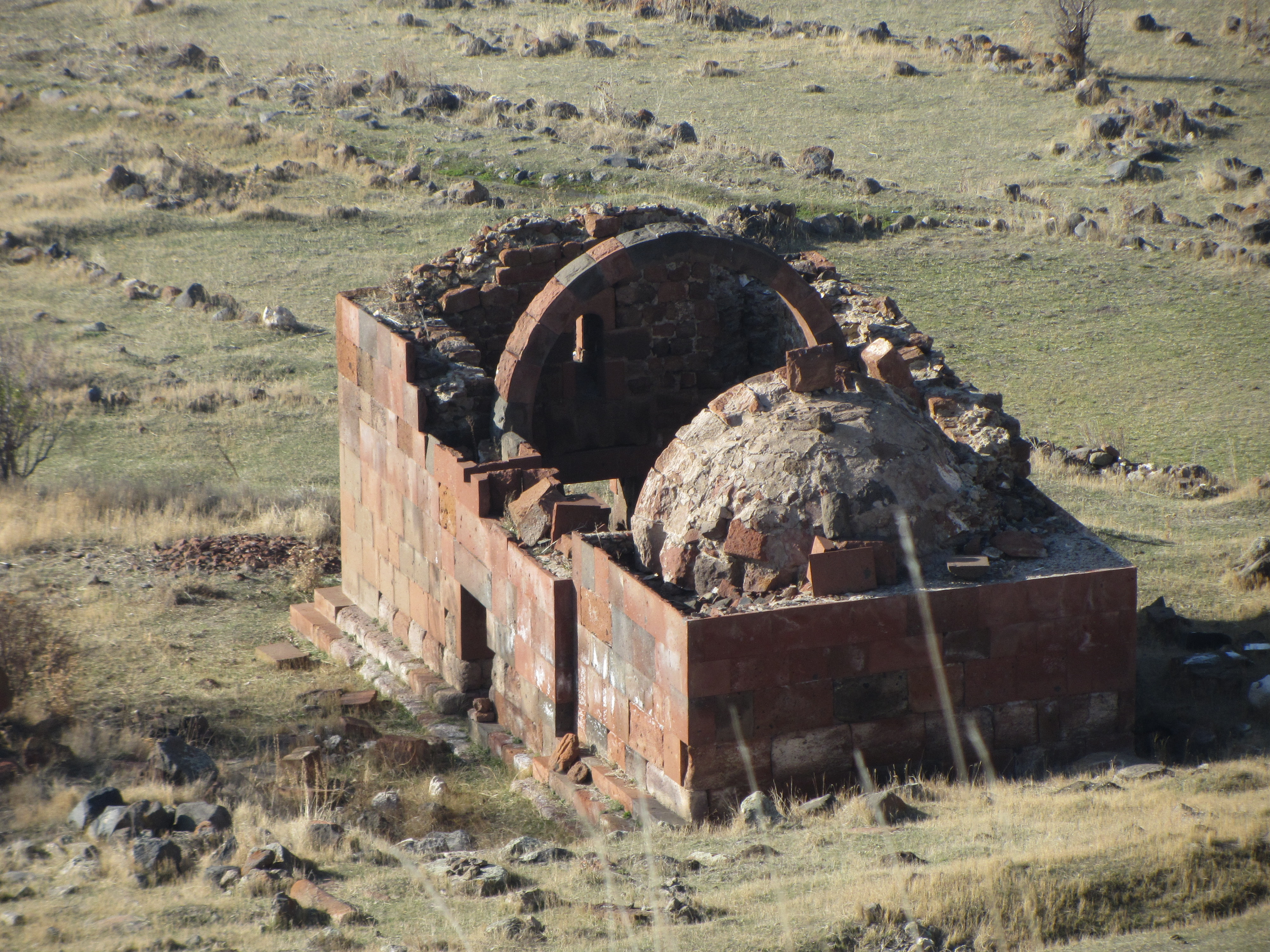
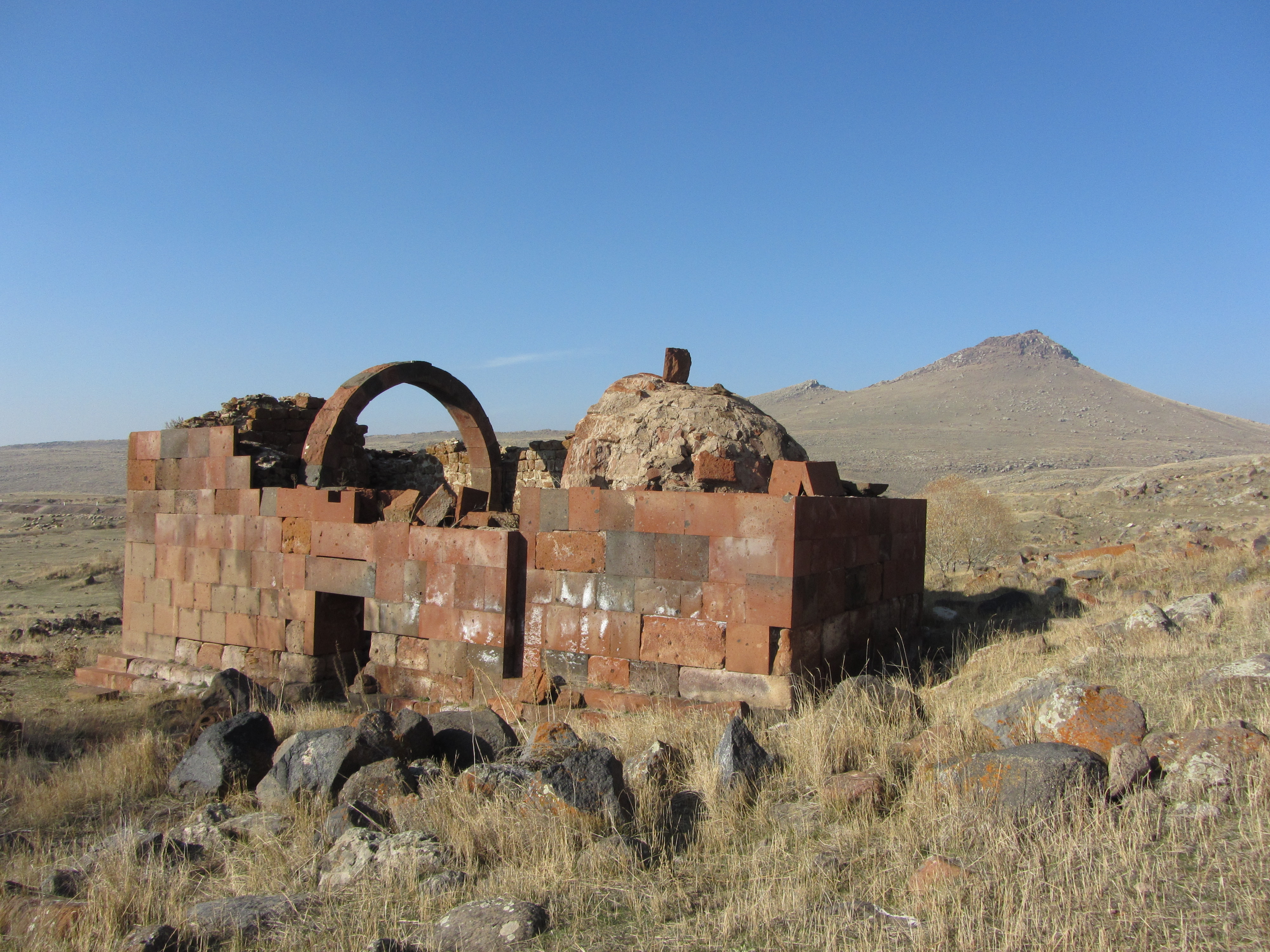
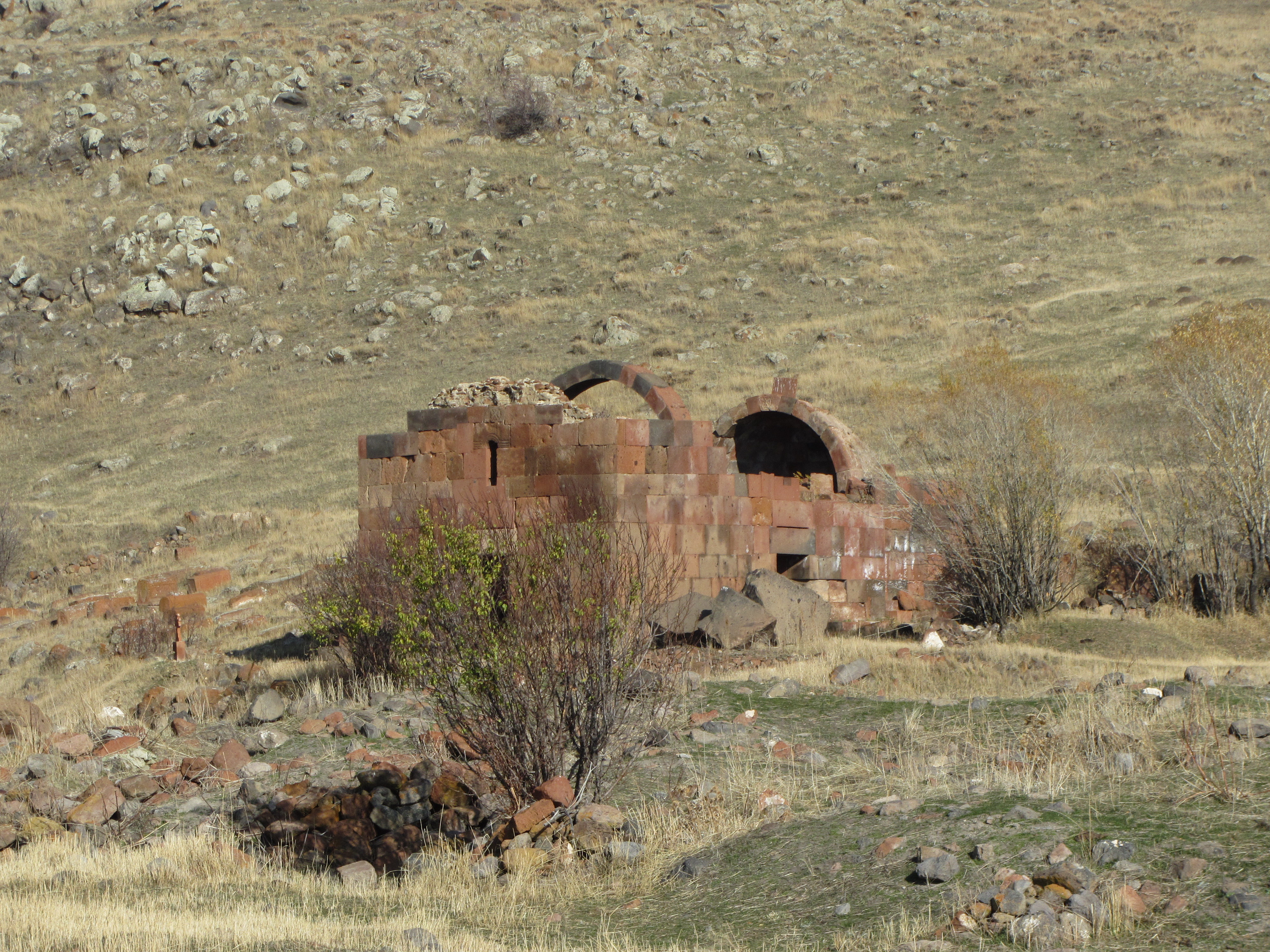
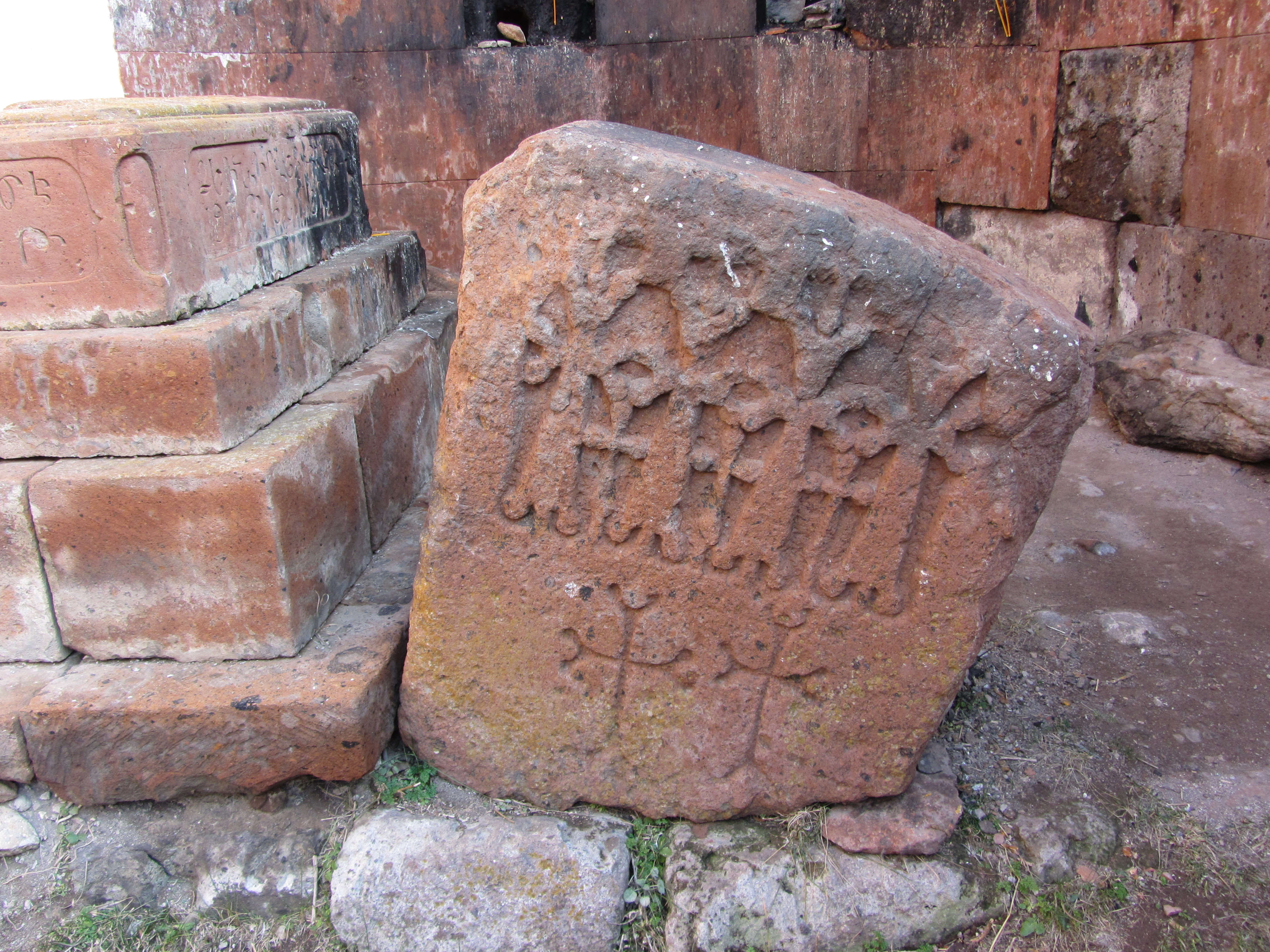
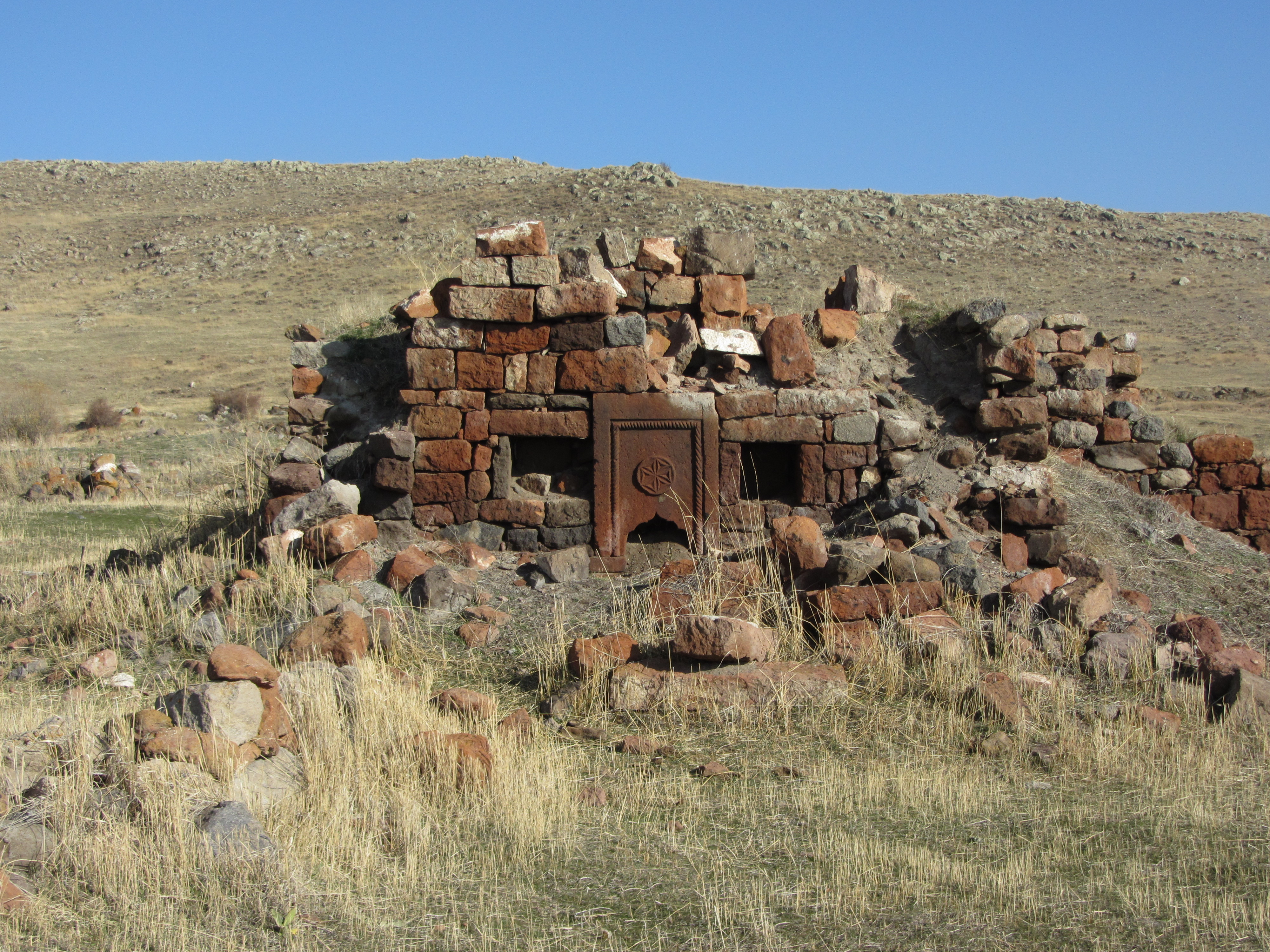
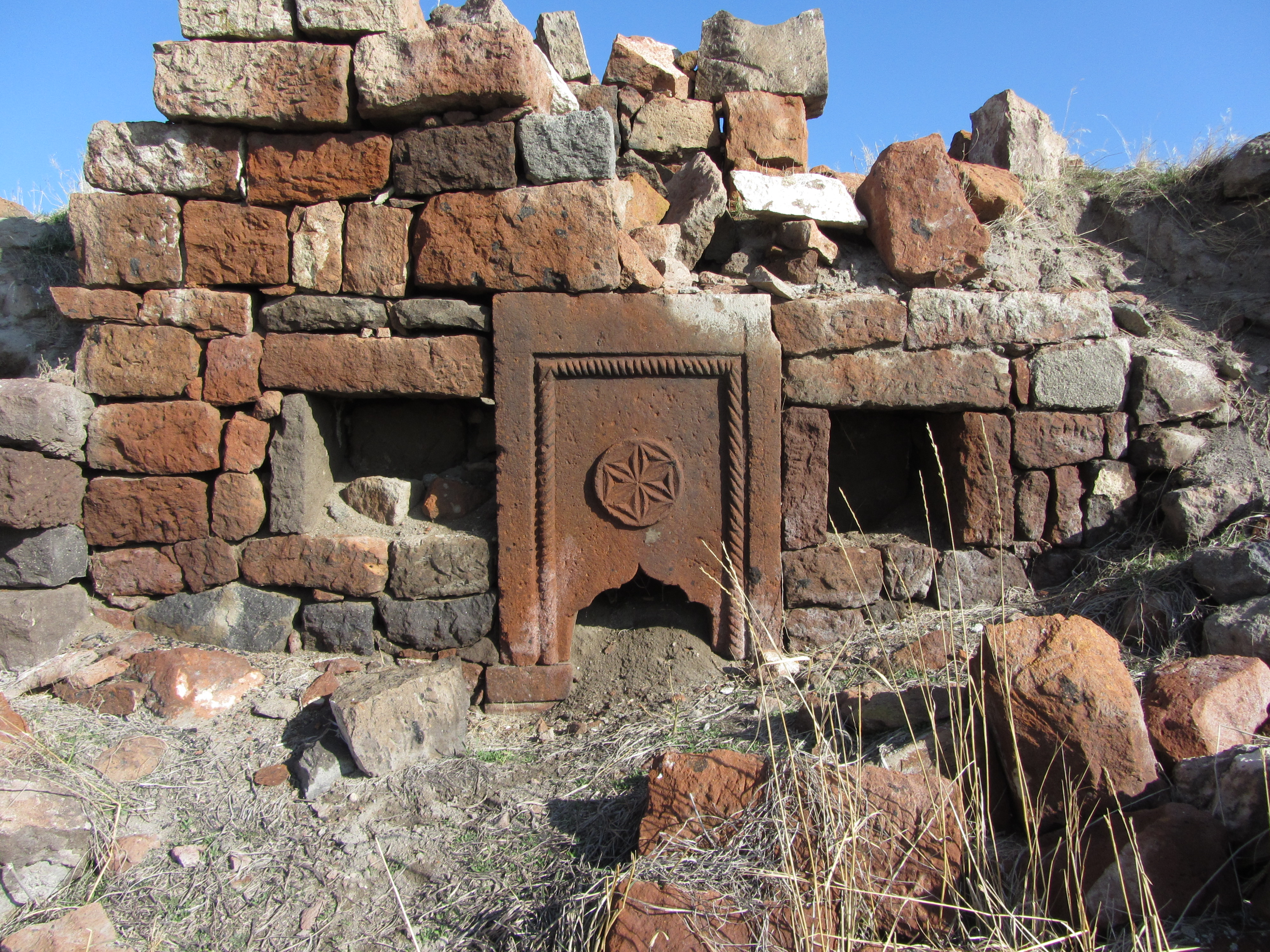
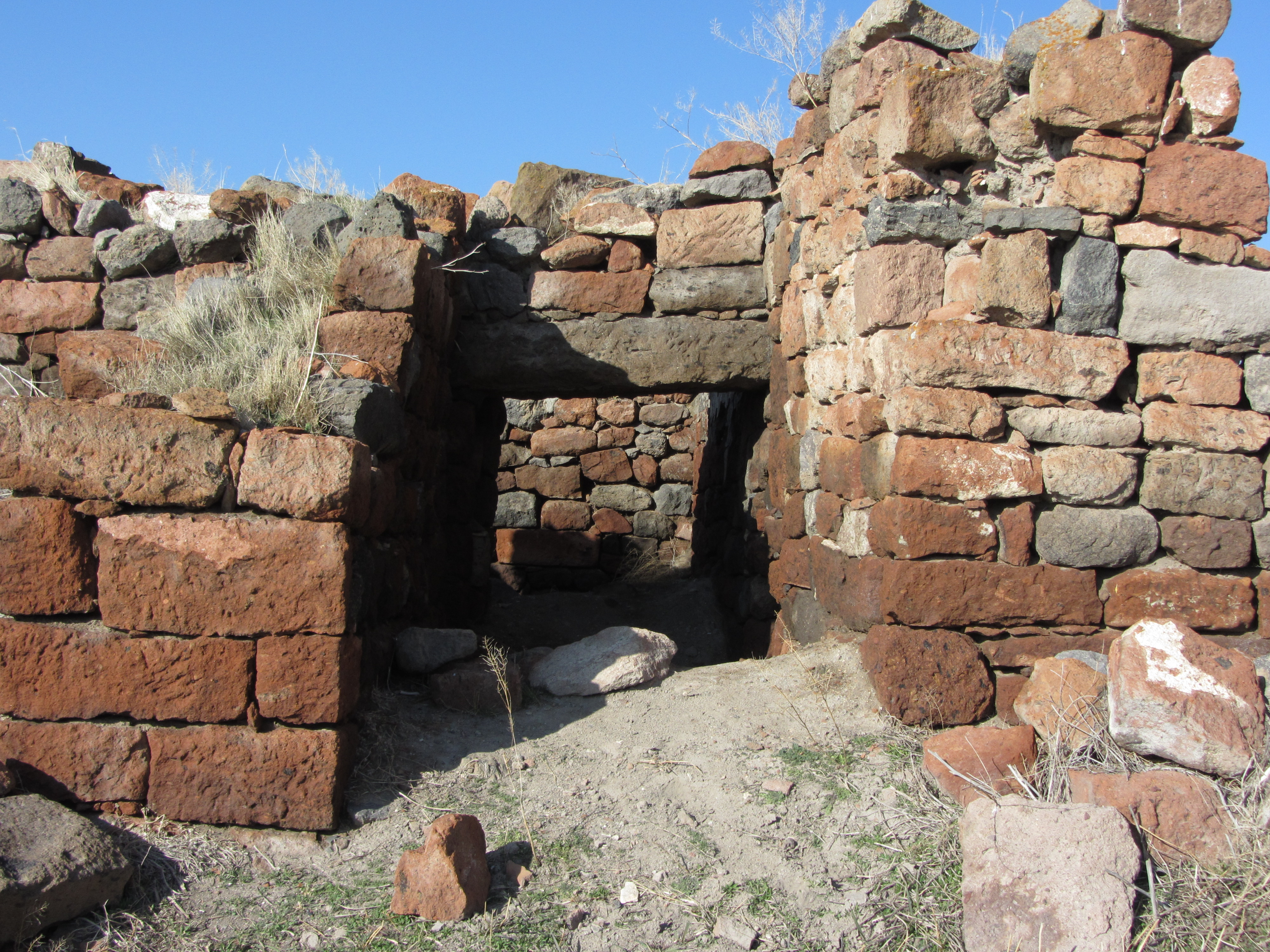